# معدن شن و ماسه عشق رز
معدن شن و ماسه عاشق رز در پل بلده در محور جاده هراز در استان مازندران قرار دارد. این معدن مدت‌ها تعطیل بود اما چندی قبل تعدادی از مالکان مجوز بهره‌برداری موقت از این معدن را گرفته و شروع به کار کردند.
حدود ۴۰ معدن کوهی تولید شن و ماسه در جاده هراز فعال است.

## واقعه معدن
در تاریخ ۲۱ خرداد ۱۳۹۶ سقوط یک دستگاه لودر هنگام کار روی یک بولدوزر موجب کشته شدن راننده بلدوزر و زخمی شدن دو کارگر شد. برداشت غیراصولی و رعایت نکردن اصول ایمنی علت این حادثه بود. قبلاً سفارش شده بود که طبق اصول فنی برداشت سنگ باید از بالادست انجام شود اما به دلیل محدودیت‌های اعمال شده از جانب اداره منابع طبیعی استان مازندران برای معادن از جمله این معدن چنین مشکلاتی در استخراج پیش می‌آید.

## معادن استان مازندران
گفته می‌شود به دلیل محدودیت‌های اعمال شده از جانب اداره منابع طبیعی استان مازندران برای معادن، معدن داران مجبورند از پایین سینه کار معدن برداشت نمایند که در چند ماه اخیر به همین دلیل شیب سینه کارهای استخراجی افزایش یافته و منجر به چندمین حادثه در ۶ ماه اخیر برای معادن جاده هراز شده است که نتیجه آن فوت کارگران و رانندگان ماشین آلات استخراجی هست.
حوالی ساعت ۱۱ و بیست دقیقه روز یکشنبه ۲۱ خرداد ۱۳۹۶ سقوط یک لودر در معدن شن و ماسه هردورود استان مازندران ۲ کشته و زخمی بر جای گذاشت.
در آبان ماه ۱۳۹۵ مدیرعامل سازمان آتش‌نشانی و خدمات ایمنی شهرداری آمل گفت: بر اثر ریزش دیواره معدن شن و ماسه در جاده هراز یکی از کارگران این معدن کشته شد. این حادثه صبح روز ۱۸ آبان بر اثر ریزش دیواره معدن شن و ماسه در منطقه چالدران جاده هراز اتفاق افتاد که طی آن در حین برداشت مصالح معدنی دیواره معدن سست و باعث ریزش حجم زیاد مصالح، بر روی لودر راننده آن شد. راننده لودر به علت فشار زیاد وارده در دم کشته شده شد.